# Санта-Эулалия (Сея)
Санта-Эулалия (порт. Santa Eulália) — район (фрегезия) в Португалии, входит в округ Гуарда. Является составной частью муниципалитета Сейя. Находится в составе крупной городской агломерации Большое Визеу. По старому административному делению входил в провинцию Бейра-Алта. Входит в экономико-статистический субрегион Серра-да-Эштрела, который входит в Центральный регион. Население составляет 322 человека на 2001 год. Занимает площадь 4,26 км².